# Husspindel

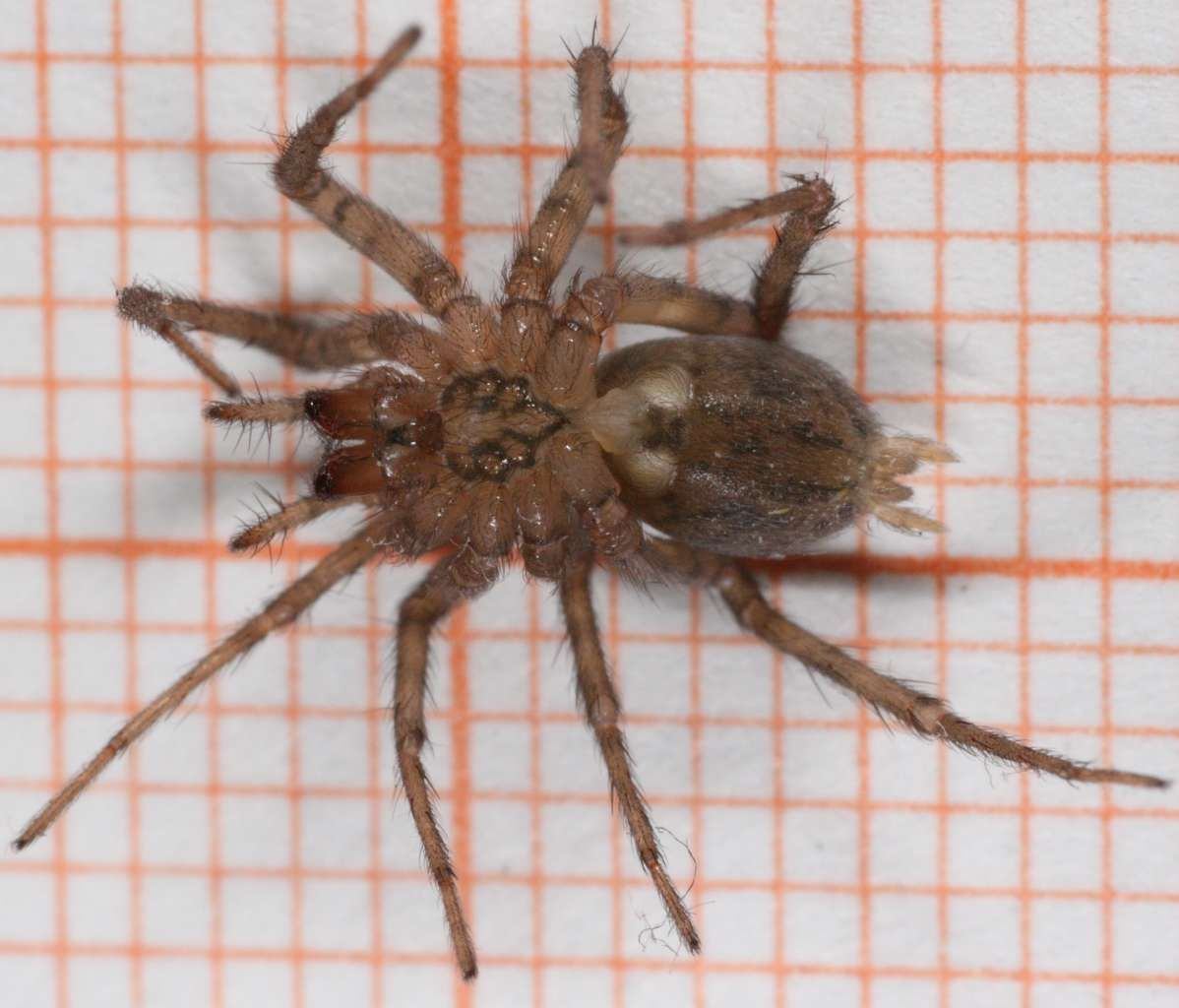
Undersidan med långa spinnvårtor

Husspindel, mindre husspindel eller vanlig husspindel (Tegenaria domestica) är släkt med den stora husspindeln och luffarspindeln. Spindeln ingår i släktet husspindlar (Tegenaria) i familjen trattspindlar (Agelenidae). Även om dess bett är obehagligt är det inte farligt för människor.

## Utseende
Husspindelns hona kan nå 9-10 mm i längd, och hanen 6-9 mm. Hanen har längre ben än honan. Det kan vara svårt att se skillnad mellan en husspindel och en luffarspindel, och de kan båda ha en sorts sick-sackmönster på magen. Husspindeln är dock generellt mindre i storlek, är av en något mörkare nyans av brunt, och har små cirklar på magen och ränder på benen.

## Habitat
Dessa spindlar bygger generellt ett platt nät med en trattliknande boning i ena änden. Dessa nät kan bli relativt stora om de inte störs. När ett byte fastnar i nätet rusar husspindeln ut ur tratten och anfaller det.
Husspindeln är vanlig både i Europa och nordvästra USA. Det tros att spindeln introducerades till Nordamerika genom brittiska kolonister som ovetande givit den passage över Atlanten.